# Flaga Drugiej Republiki Hiszpańskiej
Flaga Drugiej Republiki Hiszpańskiej – jeden z symboli narodowych Drugiej Republiki Hiszpańskiej, ustanowiony mocą dekretu z 27 kwietnia 1931  i potwierdzony w konstytucji z 1931 roku . Była używana w kraju do upadku Drugiej Republiki w 1939, a także przez Rząd Drugiej Republiki Hiszpańskiej na uchodźstwie do 1977. Obecnie stosowana jest głównie przez środowiska prorepublikańskie .

## Wygląd
Flaga Drugiej Republiki Hiszpańskiej ma kształt prostokąta podzielonego na trzy poziome pasy: czerwony, żółty i fioletowy . W środkowej części pasa umieszczone było godło Drugiej Republiki Hiszpańskiej .